# Schizoprymnus buriaticus
Schizoprymnus buriaticus är en stekelart som beskrevs av Sergey A. Belokobylskij 1998. Schizoprymnus buriaticus ingår i släktet Schizoprymnus och familjen bracksteklar. Inga underarter finns listade i Catalogue of Life.